# Шпорест килов гущер
Шпорестите килови гущери (Kentropyx calcarata) са вид влечуги от семейство Камшикоопашати гущери (Teiidae).
Разпространени са в горите в североизточната част на Южна Америка.
Таксонът е описан за пръв път от Йохан фон Спикс през 1825 година.